# Margarete Godon
Margarete Godon (geb. Busse; * 23. Dezember 1909 in Landsberg an der Warthe; † 5. März 2005 in Berlin) war eine deutsche Graphikerin, Malerin und Bildhauerin.

## Leben

### Graphikstudium und Berufstätigkeit
Margarete Busse nahm nach der Schulzeit in ihrer Heimatstadt zwei Jahre Zeichenunterricht beim Graphiker Max E. A. Richter. Anschließend, mit 18 Jahren, zog sie für ein Studium nach Berlin. Sie bestand die Prüfungen an der Kunstgewerbeschule Berlin und begann ein Studium im Fachbereich Graphik. Dort blieb sie ein halbes Jahr. Sie bewarb sich an den Vereinigten Staatsschulen für freie und angewandte Kunst, bestand dort im Oktober 1928 die Aufnahmeprüfung und studierte bei Ludwig Bartning. Im Wintersemester 1930/31 beendete sie das Studium.
Sie wurde als Zeichnerin dienstverpflichtet und zeichnete für Trickfilme und auch für die Industrie. 1934 heiratete sie Fritz Godon. Sie unternahm Studienreisen nach Frankreich und Italien.

### Bildhauerei
1941 lernte sie bei einem Bildhauer das Modellieren in Ton und das Herstellen von Gipsmodellen. 1942 arbeitete Godon bei einem Steinmetz. Dort entstand ein in Sandstein gearbeitetes Porträt ihres Mannes.

### Nach dem Zweiten Weltkrieg

Margarete Godon: "Kuh", 1995 Acryl/Hartfaser 66x88,4

Statuen (Styropor Gips / bemalt) in der Ladengalerie Berlin (2017)

Tierfiguren (Styropor Gips / bemalt) in der Ladengalerie Berlin (2017)

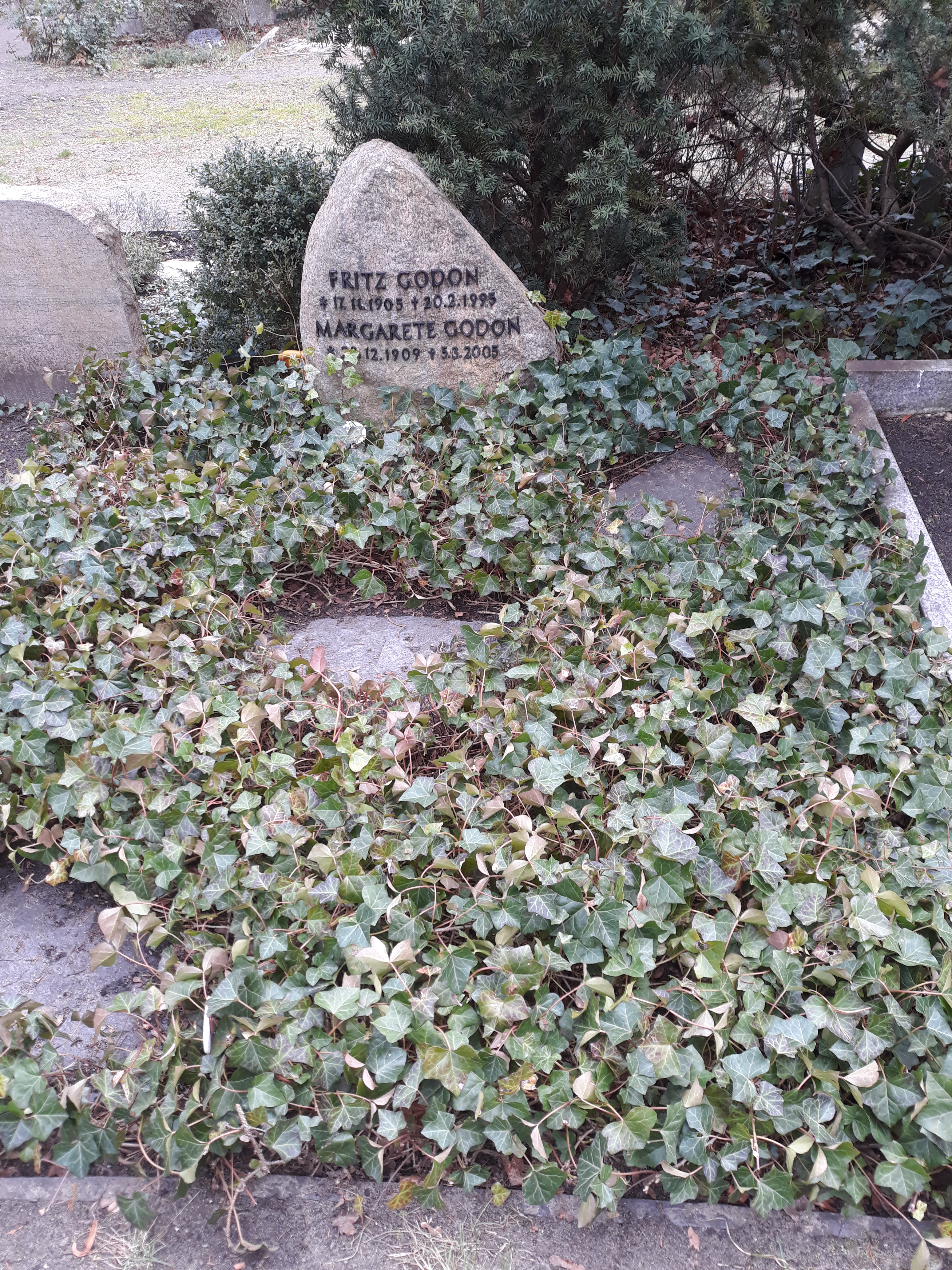
Grab Margarete Godon

Margarete und Fritz Godon gründeten eine Puppenfabrik. 1950 begann sie ein zweites Studium als Abendschülerin an der Hochschule für Bildende Künste. Ab 1954 erhielt sie dort Unterricht bei Karl Schmidt-Rottluff, der bis zu seinem Tod 1976 ihr Mentor blieb. Godon experimentierte und arbeitete mit den verschiedensten Materialien. 

„Ein Künstler kann heutzutage mit jedem Material arbeiten, egal, ob billig oder kostbar, Zeitungspapier oder Stoff.“

David Ensikat beschreibt im Tagesspiegel die Künstlerin in ihrem Atelier in Siemensstadt:

„Nun also steigt die alte Dame mit weißer Schürze und rotem Haar Tag für Tag auf die kleine Leiter und baut ihre zwei Meter hohen Figuren, zuerst ein Holz-Pappmaché-Gestell, Zahnstocher als Verbindungselemente, dann jede Menge Gips, viel Farbe. Die Menschengestalten sind nicht Mann, nicht Frau, nur Figur, Form, Farbe.“

Das Grab von Margarete Godon und ihrem 1995 verstorbenen Mann befindet sich auf dem Kaiser-Wilhelm-Gedächtnis-Friedhof in Berlin.

### Mitgliedschaften
- 1960 wurde sie Mitglied im Verein der Berliner Künstlerinnen. In den Jahren 1983 bis 1989 war sie dessen Vorsitzende.[5] 1989 war sie Ehrenvorsitzende.[1]
- GEDOK-Berlin[6]

### Galerie
Seit 1988 wird Margarethe Godon von der renommierten Ladengalerie von Karoline und Wichart Müller vertreten. Karoline Müller kannte Margarethe Godon aus dem Verein der Berliner Künstlerinnen.

### Sammlungen
- Berlinische Galerie
- Georg Kolbe Museum[1]

## Ausstellungen
- Seit den 1960er Jahren regelmäßig: Verein der Berliner Künstlerinnen[1]
- 1961/1962: Galerie Geraldine Scharf, Berlin
- 1982: 15. Jahresausstellung der GEDOK-Berlin, Gitterwerk[10]
- 1988, 1990, 1996: Ladengalerie Berlin[6][1]
- 1999: Georg Kolbe Museum, Ausstellung zum 90. Geburtstag
- 2000: Margarete Godon. Kunstverein Aurich e.V. Kunstpavillon am Ellernfeld[11][6]
- 2002: Gemeinschaftsausstellung der Ladengalerie: Das Tier – Tierdarstellungen zeitgenössischerer Künstler im Zoologischen Garten Berlin.[6][12]
- 2002/2003: Gemeinschaftsausstellung 40 Jahre Ladengalerie Ladengalerie Berlin[6]